# Krahujec obecný
Krahujec obecný (Accipiter nisus) je malý druh dravce z čeledi jestřábovitých (Accipitridae). Dříve nazýván též krahulec.

## Taxonomie
Rozlišuje se šest poddruhů:
- Accipiter nisus nisus, Linnaeus 1758 (krahujec obecný evropský) – Evropa, Malá Asie, západní Sibiř
- A. n. nisosimilis Tickell, 1833 (k. o. sibiřský) – Asie od západní Sibiře dále na východ
- A. n. melaschistos Hume, 1869 (k. o. himálajský) – střední Čína, severní Indie
- A. n. wolterstorffi Kleinschmidt, 1901 (k. o. středomořský) – Korsika a Sardinie
- A. n. granti Sharpe, 1890 (k. o. madeirský) – Kanárské ostrovy a Madeira
- A. n. punicus Erlanger, 1897 (k. o. severoafrický) – severní Afrika

Jako sedmý, akceptovaný poddruh, potenciálně platný je uváděn:
- A. n. dementjevi, Stepanyan 1958 (k. o.) – Asie mezi Kaspickým mořem a západem Číny.[5][2]

## Popis
O krahujci obecném se uvádí, že je jakousi zmenšeninou jestřába lesního – jak vzhledově, tak způsobem života.
Krahujec obecný je štíhlý dravec s krátkými širokými křídly a dlouhým ocasem umožňujícími rychlé manévrování v hustém porostu. Samice je zřetelně větší než samec a může dosahovat až dvojnásobné hmotnosti.
- Samec je velký asi jako hrdlička zahradní,[8] dorůstá délky 29–34 cm, v rozpětí křídel měří 58–65 cm a hmotnost má 120–170 g.[9][10]
- Samice dosahuje velikosti holuba hřivnáče,[8] dorůstá délky 35–41 cm, v rozpětí křídel měří 67–80 cm a hmotnost má 180–290 g.[9][10]
- Samec i samice jsou v dospělosti na spodině těla hustě příčně pruhovaní na bílém podkladu.
- Vlnkovitá nebo čárkovitá kresba samce je výrazně rezavohnědá, kresba samice je šedohnědá nebo černohnědá.[11]
- Barevné odstíny hřbetu jsou v literatuře charakterizovány mírně odlišně. Samec má břidlicovitě šedý hřbet a křídla, rezavé tváře a hruď a bílé, rezavě pruhované břicho. Samice rezavé zbarvení na tvářích a hrudi zpravidla postrádá, ale někdy je v malé míře patrné i u ní.
- Mladý pták je svrchu tmavohnědý s rezavými lemy per na „předloktí“ (viditelnými zblízka). Proužkování na spodině těla mívá řídké, na hrudi přerušované a nepravidelné (nejvýraznější je mají samci).[9]
- Zobák je šedý se žlutým ozobím, nohy žluté a duhovka tmavožlutá až oranžově červená.[12]

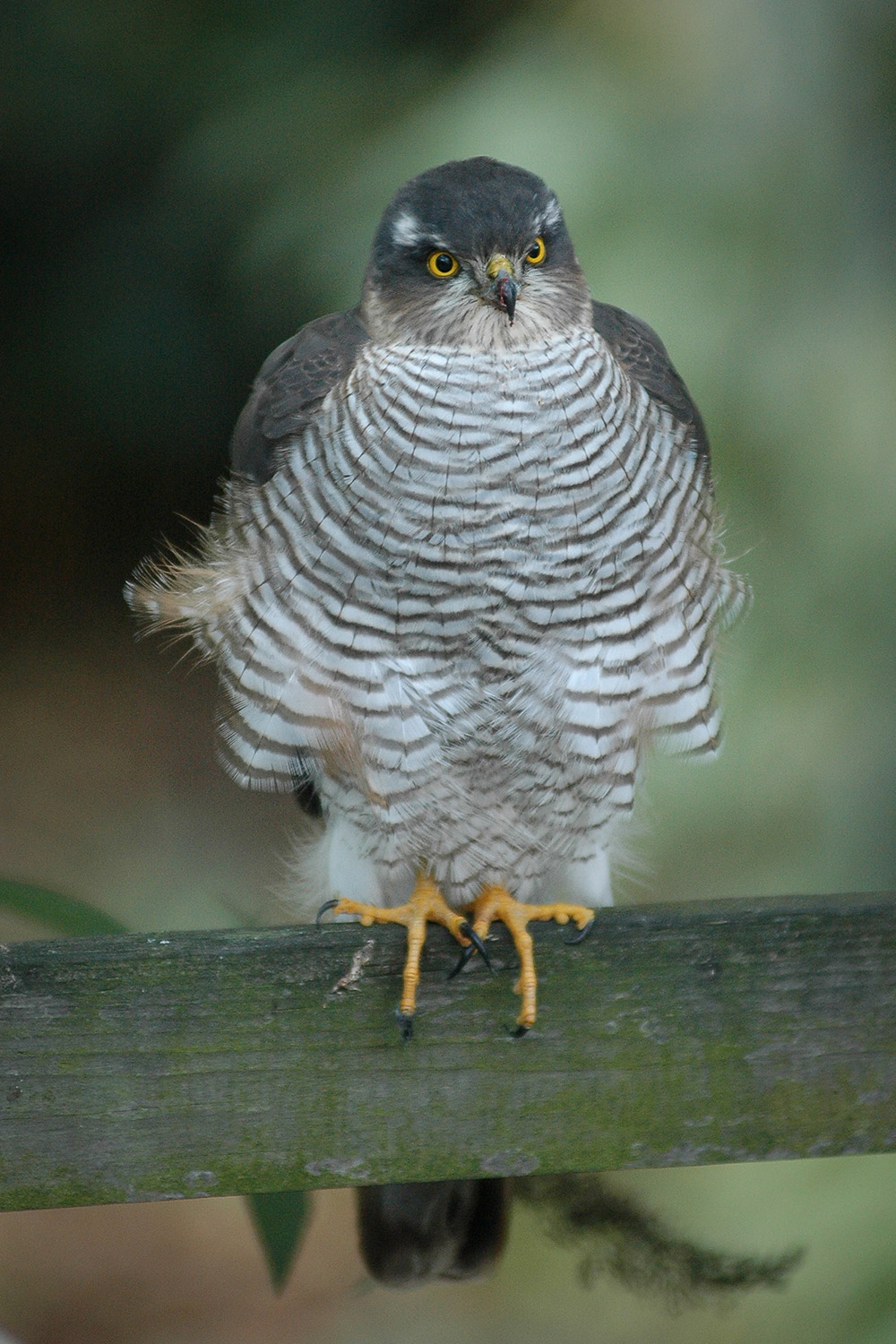
Samice krahujce obecného

Samice může být zaměněna za samce jestřába lesního, od kterého se liší menší velikostí, menším zobákem, tenčíma nohama (u krahujce je běhák tenčí než průměr oka, u jestřába naopak) a štíhlejším spodkem těla. V letu se pozná podle mírně zvlněné (nikoli rovné) letové dráhy a odlišné siluety, protože má hranatější ocas s ostřejšími cípy a užším kořenem, poměrně kratší vnitřní část křídla, štíhlejší tělo, kratší krk a větší hlavu.

## Hlas
V průběhu roku se příliš hlasově neprojevuje, a to ani v období toku. Neozývá se často, ani u hnízda. Nejčastěji lze zaslechnout rychlé štěbetavé nebo chichotavé kjukjukjukjukju nebo kekekekekeke. Podle Dungela a Hudce se ozývá nejčastěji u hnízda gigigi; samice při toku pí-ih, příp. tenkým naříkavým pii-íh, žadoní-li o potravu. Nejnápadnější jsou hlasové projevy odrostlejších hladových mláďat na hnízdě i po vyvedení, kdy mláďata pronásledují rodiče a dožadují se potravy.

## Rozšíření
Krahujec obecný je druh s palearktickým typem rozšíření; obývá severní Afriku, Evropu a Asii. V Evropě je druhým nejběžnějším dravým ptákem (po káni lesní). Početnost krahujce obecného silně závisí na přímém pronásledování, kvůli kterému se od 19. století výrazně snižovala. V první polovině 20. století došlo díky ochranným opatřením k nárůstu stavů, ale v letech 1950–1970 přišel pokles zaviněný používáním pesticidů. Nejvýrazněji početnost ovlivnil insekticid DDT, který způsobuje ztenčení skořápky vajec, takže vejce pod sedícím ptákem pukne. V roce 2004 byla velikost evropské populace odhadována na více než 340 000 párů, v roce 2021 světová populace na 2 000 000 až 3 200 000 dospělých jedinců.
Žije v lesích všech typů, také v parcích a zahradách ve městech.

## Výskyt v Česku
V ČR hnízdí na celém území do 900–1150 m n. m. Žije nejen ve volné krajině, ale i v mnohých městech včetně Prahy. Stálá krahujčí populace v Praze je asi 100 párů. Pozornosti však krahujci snadno unikají, protože se neradi ukazují na volném prostranství a málokdy plachtí ve výšce.
Celková početnost se v posledních desetiletích mírně zvyšuje; v letech 1985–1989 byla odhadována na 3200–3900 párů a v období let 2001–2003 na 3500–4500 párů.

## Potrava
Potravu tvoří téměř z 98 % ptáci, vzácně také savci, plazi a hmyz. Během analýzy 157 žaludků českých a 30 žaludků slovenských krahujců bylo v potravě zjištěno celkem 182 ptáků, 31 drobných savců, jedna veverka, netopýr a ještěrka a ve 13 žaludcích také hmyz. Ptáci byli nejčastěji zastoupeni vrabcem domácím a vrabcem polním (dohromady 45 kusů), strnadem (16 kusů), sýkorami (13 kusů) a chocholoušem (8 kusů). Samec běžně loví kořist o hmotnosti do 40 g, příležitostně do 120 g (hlavně z čeledí pěnkavovití, vrabcovití, strnadovití, sýkorovití), samice pravidelně do 150 g, příležitostně i nad 500 g (hlavně z čeledí drozdovití a špačkovití); dokáže ulovit i sojku.
Lovecký revír krahujce obecného měří v průměru 2–5 km. Na kořist číhá skryt ve větvích stromu. Méně často se uchyluje k aktivnějšímu způsobu lovu, kdy prolétává svým revírem a snaží se zaskočit kořist nečekaným vpádem. Zaměřuje se především na nepřehledné a členité úseky (křoviny, husté lesy, zastavěná území…). Létá skrytě (těsně nad zemí, podél stěn, prolétává křovinami a stromy…), aby byl spatřen co možná nejpozději a mohl se zmocnit kořisti dříve, než stihne zareagovat. Uchvacuje ji obvykle v letu do napřažených pařátů a poté oškubává na tzv. trhaništi, které se nachází na pařezu nebo na jiném vyvýšeném místě. Samec spotřebuje denně 2–3 ptáky velikosti vrabce, samice 3–4. Během hnízdění je denní spotřeba jedné rodiny s mláďaty zhruba 12–15 ptáků. Malé ptáky dokáže pronásledovat chůzí pod keři nebo skrze ně.

## Hnízdění
Hnízdí jednotlivě, teritoriálně a zpravidla monogamně, případy bigamie jsou vzácné. Někdy spolu pár setrvá pouze jednu hnízdní sezónu, jindy několik let. Hnízdní revír samec obsazuje často již v březnu, někdy v průběhu dubna nebo počátkem května; samice přiletí o pár dnů později. Hnízdiště bývá za příhodných podmínek využíváno opakovaně, ovšem hnízdo stavějí ptáci téměř vždy nové. Součástí toku jsou svatební lety, při kterých ptáci za širokých rozmachů křídel vystoupají vzhůru a poté prudce klesají.
Hnízdo je na větvích stromů těsně při kmeni, obvykle na jehličnanech ve výšce 5–10 m. V ČR bývá většinou na smrku, méně často na borovici nebo jedli. Je dosti velké, až 70 cm široké a 30 cm vysoké, postavené z větviček a vystlané jemnějšími částmi téhož materiálu, mechem, kůrou a peřím. Stavba trvá zhruba dva týdny, obvykle staví více samec než samice. Krahujci někdy využívají i stará hnízda vran, sojek nebo veverek. Krivjanský uvádí, že nové hnízdo staví každoročně a že některé ze starších hnízd opraví jen výjimečně.
Hnízdí 1× ročně od dubna do července. Snůška čítá 3–6 (1–7) bílých, hnědavě skvrnitých vajec o rozměrech 40,5 × 32,5 mm a hmotnosti 20–24 g (hmotnost skořápky jsou pouhé 2 g). Samice snáší vejce v intervalu dvou až tří dnů a sedí na nich jen ona. Inkubační doba je 31–35 dnů. Mláďata se líhnou postupně a prvních 8–14 dnů je zahřívá samice, která jim také trhá potravu přinášenou samcem. Později odlétá lovit i ona. Samec mláďata nikdy nekrmí. Hnízdní péče trvá 3–4 týdny, mladí ptáci dosahují vzletnosti ve stáří pěti týdnů a po dalších 3–4 týdnech se rodina rozpadá.
Krahujec pohlavně dospívá v deseti měsících, ale obvykle zahnízdí až ve vyšším věku.Průměrná délka života je 3–4 roky, přičemž nejvyšší je mortalita (úmrtnost) mladých samců – v lovu větší kořisti je omezuje jejich velikost, jsou nuceni lovit častěji. Nejvyšší známý věk je 20 let (Dánsko).  Nejvyšší známý věk kroužkovaného ptáka v ČR je 15 let.
Z 1868 českých hnízd bylo vyvedeno nejčastěji pět mláďat (513 hnízd), ztráty činily 27,5 % (355 hnízd). Příčinami byla neoplozená nebo zachlazená vejce, nedostatek potravy, kanibalismus mezi mláďaty a predace (nejčastěji jestřábem, puštíkem a kunou lesní).

## Tah
Částečně tažný druh. Ptáci z izolovaných středoasijských populací, Sibiře a severní Evropy jsou převážně tažní, populace v Anglii a Belgii téměř výlučně stálé a ptáci ve zbytku areálu v různé míře tažní, stálí nebo přelétaví. Zimoviště ptáků ze severní Evropy leží hlavně v západní a střední Evropě a zčásti také ve Španělsku, Francii a Itálii.
Ptáci vyskytující se v ČR jsou přelétaví až tažní, tah vede jihozápadním směrem až do Francie, Španělska a Portugalska. Mezi tažnými ptáky převažují ptáci mladí.

## Význam
Krahujec obecný byl lidmi odpradávna pronásledován jako lovec drobného ptactva a pernaté zvěře, ovšem z výzkumů vyplývá, že jejich celkové početní stavy nijak vážněji neohrožuje. Dle vyhlášky č. 395/1992 Sb. je v České republice zvláště chráněn jako silně ohrožený druh.

## České pojmenování
- Dříve též krahujec obecný bledý.[2]
- Ve starší literatuře uváděn jako krahulec, krahujík, krahulík, krahuj, Kněžourek uvádí navíc i lidové krahulák, vrabčák, holubář, ptáčník, pochop,[19][7][3] přičemž lidové jméno holubář mělo v různých regionech odlišný význam (mohlo znamenat krahujec, jestřáb, ostříž).[20]
- Z hlediska doby vzniku je jméno krahujec praslovanské a z hlediska onomaziologické motivace je cizojazyčného původu.[21]
- Protože lidé dříve nerozlišovali jednotlivé druhy dravců, mohlo krahujce označovat i jméno jestřáb, nářečně jestřábek.[22]
- Lidové moravské pojmenování pro jestřába lesního (Accipiter gentilis) bývalo mj. hołubí hrahuľec.[20]
- Kněžourek uvádí jako lidové české pojmenování pro „ostříže obecného“ (Falco subbuteo) malý krahulec.[23]

## Zajímavosti
- Kněžourek uvádí, že „za rozkvětu sokolnictví“ byl k chytání luňáků užíván kromě sokolů i cvičený krahujec, ač mnohem menší, „před nímž luňák až do mračen prchal, leč přes to podlehl útokům, drápům a klofcům, jimiž po delší dobu a neunavně odevšad jej krahulík dařil, až se sřítil k zemi, byv tu lovci polapen.“[24]
- Slovenské pojmenování je jastrab krahulec, platná synonyma jsou krahujec obyčajný a krahulec obyčajný.[25]